# 大然文化
大然文化（たいぜんぶんか、中国語: 大然文化事業股份有限公司、英語: Da Ran Culture Enterprise Co., Ltd.）は、かつて存在していた台湾の出版社、東立と並んで漫画の出版社のトップであった。事業中心は日本の漫画のローカライズ。全盛期は毎月数十冊の漫画を版行していた。
大然文化は2003年3月31日に閉業、これまでに出版していた作品の大半は東立出版社、青文出版社、尖端出版、台湾東販の元にタイトル・キャラクター名変更などして再翻訳・再発行された（たとえば『ONE PIECE』が『海賊王』から『航海王』になった）。

## 沿革
- 1974年、印刷業の御曹司、呂墩建が東呉大学在学中に、「伊士曼小咪出版社」を設立。
- 1979年、伊士曼小咪出版社は台湾初の漫画雑誌『小咪漫画周刊』を発行、「小咪漫画新人賞」を発足した。游素蘭、高永、林政徳、阿推、張静美、周顕宗（『折紙戦士』）など台湾の漫画家が輩出。
- 1988年、「大然文化事業股份有限公司」を設立。この時の本部は台北県三重市に、印刷工場「大然伊士曼彩色印刷股份有限公司」もここにあった。
- 1989年、台湾初の漫画専門店「漫畫便利屋」を起業、大然文化が閉業するまでに22軒のチェーン店があった。
- 1992年、正式にライセンスを取得して翻訳出版を行う。
- 2003年まで、資金難やリストラなど不祥事続きで、漫画雑誌が停刊、ライセンス契約も各社から打ち切られた。
- 2004年、法務部調査局が大然文化の本部及び印刷工場を捜査、7万冊あまりの海賊版漫画を見つけたという。

## 業務提携
- 白泉社
- 集英社
周刊『熱門少年TOP』（週刊少年ジャンプ一部の連載作品）
- 講談社
- 小学館
周刊『無限少年MAX』（週刊少年サンデー一部の連載作品）
- 新書館